# Сан-Франциський мирний договір
Сан-Франциський мирний договір  — угода між Японією та 48 державами-союзниками, що проголошувала мир в Тихоокеанському регіоні та визначала правовий статус Японії після Другої світової війни. Підписана 8 вересня 1951 року на конференції в Сан-Франциско. Набула чинності 28 квітня 1952 року. Передбачала відновлення Японії як демократичного повноправного члена міжнародного товариства. Обумовлювала питання сплати японським урядом компенсацій державам-союзницям. Разом із Договором про безпеку, укладеним між Японією та США, був одним із наріжних каменів «Сан-Франциської системи».
У роботі Сан-Франциської конференції взяли участь представники 52 держав: 
| - Аргентина - Австралія - Бельгія - Болівія - Бразилія - Велика Британія - Венесуела - Держава В'єтнам - Гаїті - Гватемала - Гондурас - Грецьке королівство - Домініканська Республіка - Єгипетське королівство - Еквадор - Ефіопія - Індонезія - Королівство Ірак | - Іран - Камбоджа - Канада - Колумбія - Куба - Коста-Рика - Лаос - Ліван - Ліберія - Люксембург - Мексика - Нідерланди - Нова Зеландія - Нікарагуа - Норвегія - Пакистан - Панама | - Парагвай - Перу - Польська Народна Республіка - Південна Африка - СРСР - США - Сальвадор - Саудівська Аравія - Сирія - Туреччина - Уругвай - Філіппіни - Французька республіка - Цейлон - Чехословацька республіка - Чилі - Японія |

48 держав схвалили договір. Підписати договір відмовилися СРСР та його сателіти — Польська Народна Республіка і Чехословацька республіка.